# Gebre Guracha
Gebre Guracha är en ort i Etiopien.   Den ligger i regionen Oromia, i den centrala delen av landet, 90 km norr om huvudstaden Addis Abeba. Gebre Guracha ligger 2 539 meter över havet och antalet invånare är 16 583.
Terrängen runt Gebre Guracha är huvudsakligen kuperad, men åt nordväst är den platt. Runt Gebre Guracha är det ganska tätbefolkat, med 120 invånare per kvadratkilometer. Det finns inga andra samhällen i närheten. Omgivningarna runt Gebre Guracha är en mosaik av jordbruksmark och naturlig växtlighet.